# Doddabanahalli, Bangalore South
Doddabanahalli là một làng thuộc tehsil Bangalore South, huyện Bangalore Urban, bang Karnataka, Ấn Độ.